# Diponthus pictus
Diponthus pictus är en insektsart som först beskrevs av Bolívar, I. 1884.  Diponthus pictus ingår i släktet Diponthus och familjen Romaleidae. Inga underarter finns listade i Catalogue of Life.